# Я тебя не отдам
«Я тебя не отдам» — песня российской группы Serebro, выпущенная 20 января 2014 года в качестве пятого сингла в поддержку альбома «Сила трёх». Песня является одним из главных хитов группы, сравнимая по популярности с треком «Мама Люба». Сингл возглавил российский радиочарт, продержавшись там 51 неделю. Композиция является одним из главных хитов на территории стран СНГ в 2014 году.

## Запись и релиз
Первые слухи о том, что Serebro готовятся к выпуску сингла в новом составе стало известно ещё в конце 2013 года. 9 января был открыт предзаказ в iTunes и выпущен отрывок песни. По утверждениям Ольги Серябкиной, которая написала основную часть текста песни, композиция является гимном женской дружбы, которая живёт в Serebro. Также в написании текста принимал участие Максим Фадеев, он же написал музыку и спродюсировал трек. 20 января песня стала доступна на всех цифровых площадках.

## Музыкальное видео
Премьера видеоклипа состоялась 13 марта 2014 года. Режиссёром выступил Игорь Шмелев, ранее уже снявший для группы клип «Мало тебя». 31 марта вышел бекстейдж со съёмок. 5 апреля также состоялась премьера EMO-версии — первого монтажа после первого дня съёмок. Клип был тепло принят поклонниками. По сюжету, клип повествует о женской дружбе, в течение всего клипа девушки держатся вместе и изображают различные эмоции. Первое публичное выступление состоялось 13 февраля на «Big Love Show», там же Елена Темникова заявила, что в декабре у неё заканчивается контракт и она покидает группу, что также вызвало интерес у публики. На данный момент клип имеет более 90 миллионов просмотров.

## Критика

### Награды
В 2014 году композиция удостоилась «Реальной премии MusicBox» в номинации «Лучшая песня». Также она стала лауреатом фестиваля «Песня года». В 2015 году сингл удостоился номинации «Самое сексуальное видео» Премии RU.TV и номинаций «Лучшая песня» и «Лучшее видео» Премии Муз-ТВ.

## Участники записи
- Елена Темникова
- Ольга Серябкина
- Дарья Шашина